# Bunyoro

Flagge des Königreichs Bunyoro

Bunyoro (Unyoro), auch Bunyoro-Kitara, ist ein Königreich in Ostafrika, nordwestlich des Königreichs Buganda im Westen des heutigen Uganda.

## Lage und Territorium

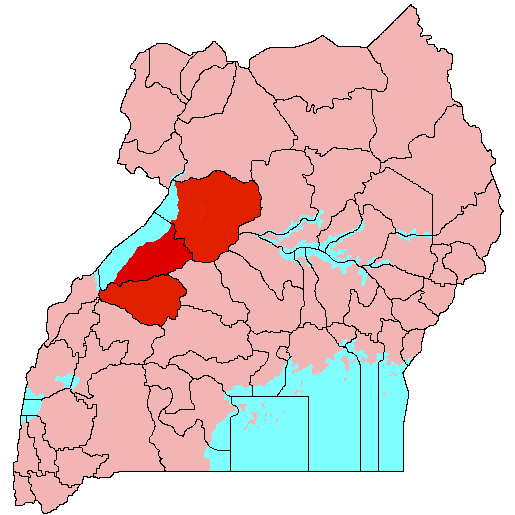
Rot: Das heutige Königreich Bunyoro in Uganda

Das historische Bunyoro zu Ende des 19. Jahrhunderts schließt fast alle Gebiete unmittelbar östlich des Albertsees ein sowie einen kleinen Gebietsstreifen, der 1910 Belgisch-Kongo, der heutigen Demokratischen Republik Kongo, zugeschlagen wurde. Im Norden und Osten wurde Bunyoro durch den Victoria-Nil begrenzt. Vor der Festlegung der Grenzen von Bunyoro durch die britischen Kolonialherren seit 1896 hing die Zugehörigkeit von Gebieten und Personengruppen zum Königreich vom Einfluss des jeweiligen einheimischen Königs ab. Offenbar waren während des 19. Jahrhunderts weite Landstriche zwischen den Großen Seen und dem Nil zwischen den Königreichen Bunyoro und Buganda umstritten.
1891 endete die letztmalige Zugehörigkeit des südwestlich gelegenen Königreichs Toro (altes Zentrum Fort Portal im Distrikt Kabarole) zu Bunyoro, als am 14. August 1891 Captain Lugard für die Briten Rukirabasaija Daudi Kasagama Kyebambe VI. zum König von Toro proklamierte. Die Könige von Toro entstammen der gleichen Dynastie (Babiito) wie die Herrscher von Bunyoro.

## Kultur und Geschichte
Bunyoro wurde beherrscht von den viehhaltenden Bahima. Die Bevölkerung von Bunyoro, die Banyoro, zeichnete sich durch eine differenzierte Kultur aus, mit bemerkenswerten Fähigkeiten in der Eisen- und Holzverarbeitung sowie der Töpferei. Besonderen Reichtum bedeutete die Salzgewinnung von Kibiro, dessen Produkte wichtige Handelsgüter waren.
Die einheimische Sprache ist Runyoro-Rutoro, auch Bunyoro bzw. Banyoro genannt, eine Bantusprache.

### Zeit der Selbständigkeit
Bunyoro entstand im 15. Jahrhundert im Bereich des Albertsees. Vorläufer sind das legendäre Reich der Batembuzi-Dynastie und das Reich Kitara der Bachwezi. Diesem folgte, wahrscheinlich im Zusammenhang mit einer Invasion der Luo, die Babiito-Dynastie, unter der Bunyoro vom 16. bis zum 19. Jahrhundert das mächtigste Reich im heutigen Uganda war, bis Buganda zunehmend an Einfluss gewann. Bunyoro wurde auch Bunyoro-Kitara genannt. Der Herrscher („König“) von Bunyoro war der Omukama, der keinen festen Regierungssitz im Reich hatte. Die Gräber der letzten Omukama („Mparo Tombs“) liegen in Mparo, vier Kilometer außerhalb von Hoima, der heutigen Hauptstadt des gleichnamigen ugandischen Distrikts. Die Hoheitsrechte über die einzelnen Regionen des Reiches wurden vom Omukama an Chiefs übergeben, die unter anderem Rechtsprechung und Steuererhebung übernahmen. Zur Zeit der ersten europäischen Besucher um 1860 herrschte in Bunyoro König Kyebambe, der Vorgänger des späteren Königs Kabarega. Zu Kamurasis Zeit gerät Bunyoro unter den Einfluss von Elfenbein- und Sklavenhändlern, nominell ägyptischer Herkunft.

### Britisches Vordringen und Uganda-Protektorat
Von den ersten Europäern in Bunyoro sind zu nennen J. H. Speke, J. A. Grant (beide 1862) sowie die Entdecker des Albertsees, Sir und Lady Baker (beide 1864).

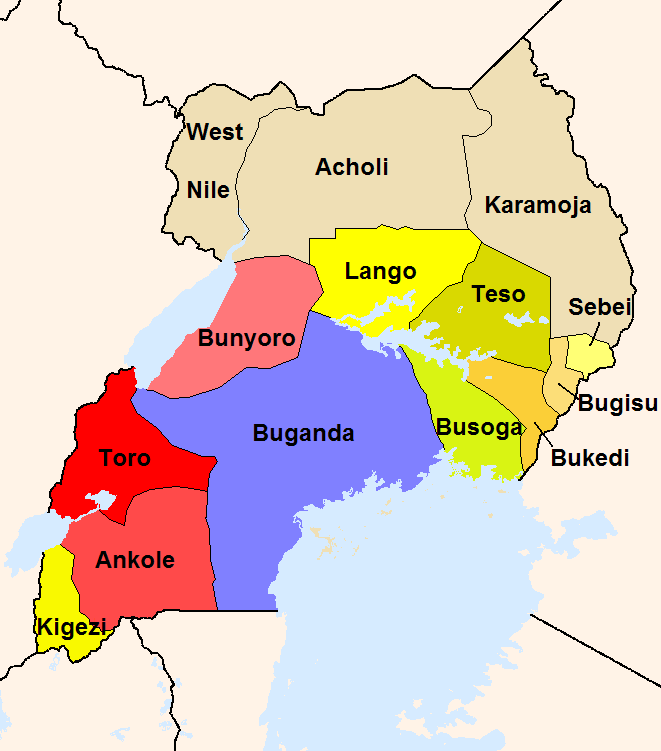
Gliederung des britischen Ugandaprotektorats. Grenzen von 1926: In den rot gehaltenen Gebieten und dem blau gehaltenen Buganda wurden die traditionellen Reiche beibehalten. In den gelb gehaltenen Gebieten wurde eine Verwaltung nach dem Vorbild Bugandas eingeführt. In den Gebieten in khaki bestanden zuvor keine Einzelreiche.

Am 14. Mai 1872 wird Bunyoro durch Baker, dem Generalgouverneur der britischen Äquatorialprovinzen, offiziell dem anglo-ägyptischen Herrschaftsbereich („Sudan“) zugeordnet. Der anglo-ägyptische Einfluss in Bunyoro sank vorübergehend spätestens mit dem Rückzug Emin Paschas 1888, der in Wadelai einen wichtigen Stützpunkt hatte. Während in der Folgezeit der Norden Bunyoros unter den Einfluss der Mahdisten geriet, suchte König Kabarega sich gegen das britische Vordringen von Süden unter Captain Lugard zu wehren. Die stärkere Abschließung Bunyoros gegenüber dem europäischen Einfluss führte jedoch letztendlich dazu, dass Buganda alle Führungspositionen im späteren britischen Protektorat Uganda übernehmen konnte und gegenüber Bunyoro diverse bevorzugte Behandlungen erfuhr. 1896 errichtete Großbritannien über Bunyoro ein Protektorat, zu Anfang des 20. Jahrhunderts bildete Bunyoro den Südwestteil der Nordprovinz des britischen Uganda-Protektorats. König Kabarega wurde 1899 von den Briten gefangen genommen und auf die Seychellen deportiert. Ein Sohn Kabaregas, der noch minderjährige Yosia, wurde von den Briten als neues Oberhaupt von Bunyoro anerkannt, jedoch mit sehr beschränkten Rechten ausgestattet. Nach der Unterwerfung Bunyoros durch Gerald Portal wurde zudem ein Teil Bunyoros abgetrennt und danach im Buganda Agreement durch Henry Hamilton Johnston an Buganda angegliedert.

### Nach der Unabhängigkeit Ugandas
Ein von Bunyoro vorangetriebenes Referendum über die Rückübertragung der verlorenen Provinzen führte in der hitzigen Atmosphäre kurz nach der Unabhängigkeit 1967 zu einer Staatskrise in Uganda, in der der Präsident Milton Obote schließlich die Verfassung außer Kraft setzte und die traditionellen Königreiche in Uganda aufhob. Erst 1993 unter Yoweri Museveni wurden die Königreiche kulturell wieder anerkannt, und erstmals seit 1967 gab es in Bunyoro wieder einen Omukama: seine königliche Hoheit Solomon Gafabusa Iguru I., der 27. Omukama von Bunyoro-Kitara.
Zirka drei Prozent der heutigen ugandischen Bevölkerung von 27,27 Mio. (2005) gehören den Banyoro an.
Bunyoro besteht heute aus drei Distrikten (von Nord nach Süd) mit zusammengenommen 1.232.422 Einwohnern (nach dem Zensus von 2002):
- Masindi (Distriktshauptstadt: Masindi), 2002: 469.865 Einwohner
- Hoima (Distriktshauptstadt: Hoima), 2002: 349.204 Einwohner
- Kiba(a)le (Distriktshauptstadt: Kiba(a)le), dieser Distrikt wurde Anfang der 1990er neugegründet, 2002: 413.353 Einwohner

## Liste der Omukama von Bunyoro(-Kitara), Babiito-Dynastie
Liste der Omukama von Bunyoro(-Kitara), Babiito-Dynastie
1. Rukidi – spätes 15. Jahrhundert
2. Ocaki – vom 15. bis ins 16. Jahrhundert
3. Oyo Nyiba – frühes 16. Jahrhundert
4. Winyi I. – frühes 16. Jahrhundert
5. Olimi I. – Mitte 16. Jahrhundert
6. Nyabongo – Mitte 16. Jahrhundert
7. Winyi II. – vom 16. bis ins 17. Jahrhundert
8. Olimi II. – Mitte 17. Jahrhundert
9. Nyarwa – Mitte 17. Jahrhundert
10. Cwamali – Mitte 17. Jahrhundert
11. Masamba – spätes 17. Jahrhundert
12. Kyebambe I. – spätes 17. Jahrhundert
13. Winyi III. – frühes 18. Jahrhundert
14. Nyaika – frühes 18. Jahrhundert
15. Kyebambe II. – frühes 18. Jahrhundert
16. Olimi III. – ca. 1710–1731
17. Duhaga – 1731- ca. 1782
18. Olimi IV. – ca. 1782–1786
19. Nyamutukura Kyebambe III. – 1786–1835
20. Nyabongo II. – 1835–1848
21. Olimi V. – 1848–1852
22. Kyebambe IV. – 1852–1869
23. Kabalega (=Kabarega) – 1869–1898
24. Kitahimbwa (auch: Yosia) – 1898–1902
25. Duhaga II. – 1902–1924
26. Winyi IV. – 1925–1967

Zwischen 1967 und 1994 gab es keine Monarchie.
27. Solomon Iguru I. – seit 1994 als Solomon Gafabusa Iguru I.